# 忍者狩り
『忍者狩り』（にんじゃがり）は、1964年の日本映画。主演・近衛十四郎、監督・山内鉄也。製作・東映京都撮影所、配給・東映。モノクロ、シネマスコープサイズ、映倫番号13577。

## 概要
幕府が差し向けた忍者たちと四人の浪人との無残な殺戮戦を描く「東映集団抗争時代劇」の一本。当時の東映京都撮影所（以下、東映京都）がシリーズ化した「東映集団抗争時代劇」と「忍者映画」をミックスした。

## あらすじ
徳川三代将軍家光は、幕府の体制を不動のものにするため諸国に散在する豊臣恩顧の外様藩取潰しに目を光らせた。おりもおり、伊予松山20万石の蒲生家では、嫡子種丸の家督相続を願い出た。そこで幕府は何とか目障りな松山藩を潰そうと、徳川将軍家お墨付を奪うように甲賀忍者30余名を放つ。松山藩城代会沢土佐は、直ちに4人の腕の立つ浪人を雇い入れ、浪人4人対甲賀忍者30人による攻防戦が始まった。

## キャスト
- 和田倉五郎左衛門：近衛十四郎
- 永長八右衛門：佐藤慶
- 筧新蔵：山城新伍
- 天野弥次郎：河原崎長一郎
- 会沢土佐：田村高廣
- 村山靭負：穂高稔
- 丸目泰次郎：高松錦之助
- 原刑部：沢村宗之助
- 鯖江：遠山金次郎
- 笠谷：河村満和
- 藤村宮内：佐藤洋
- 久坂権之進：尾形伸之介
- 鬼頭一角：唐沢民賢
- 美保：北条きく子
- 芙美：弥永和子
- 蒲生忠知：関根永二郎
- 篠の方：園千雅子
- 種丸：藤山直子
- りつ：松風はる美
- 晋松：山田裕三
- 養安院法眼：源八郎
- 立花主水正：高桐真
- 久世大和守：安部徹
- 松平和泉守：村居京之輔
- 板倉内膳正：那須伸太朗
- 谷河内守：加賀邦男
- 闇の蔵人：天津敏
- 白葉尼：高森和子
- 天満屋：中村錦司
- 空木源三：汐路章
- 赤蛙：団徳麿
- 小幡式部：国一太郎

## スタッフ
- 監督：山内鉄也
- 企画：森義雄
- 脚本：高田宏治
- 撮影：赤塚滋
- 美術：井川徳道
- 音楽：津島利章
- 録音：加藤正行
- 照明：金子凱美
- 編集：宮本信太郎
- 助監督：中島貞夫
- 記録：勝原繁子
- 装置：矢守好弘
- 装飾：松原邦四郎
- 美粧：佐藤宇之助
- 結髪：藤原明子
- 衣裳：荒堀実秋
- 擬斗：上野隆三
- 進行主任：中川卓磨
- スチル：宮坂健二

## 製作

### 企画
1964年2月に東映京都所長に復帰した岡田茂は、大川博東映社長から東映京都の合理化と時代劇改革の指揮権移譲を受けて、東映京都の全ての企画の決定権を握った。岡田は前任の東京撮影所で成功した若手監督の抜擢を京都でもやろうとし、ギャラの高い大御所監督や脚本家、大御所俳優の起用をやめ、前回の京都撮影所所長時代に目をかけていた中島貞夫、鈴木則文、山内鉄也、鳥居元宏、牧口雄二、掛札昌裕らを次々登用していく。また森義雄、天尾完次、松平乗道、橋本慶一ら若手プロデューサーには「企画書なんて出さなくてもエエから、いい考えがあれば口で言え!」と伝えた。このうち森義雄が出した「忍者が城に潜入するんじゃなくて、城で忍者を防ぐ話はどうでしょう」という企画を「ええな。よし題名は『忍者狩り』や!」と製作を即断した。この時期の東映京都の時代劇のタイトル、『大殺陣』『悪坊主侠客伝』『御金蔵破り』『集団奉行所破り』『大喧嘩』『間諜』 『十兵衛暗殺剣』『幕末残酷物語』などが岡田の命名。それまでの時代劇の題名は、もっとロマンを謳っていたが、岡田が時代劇の題名を付け始めてから、全て行為そのものを前面に打ち出す、非常に即物的でドライな語感を持つ題名に変わった。これは以降の岡田命名の東映映画のタイトルに共通する特徴でもある。本作の監督には岡田が新人の山内鉄也の抜擢を決めた。岡田は当初は時代劇復活の望みを持っており、リストラ対策に呼応して、一人のスターにたよらない集団劇を方針の一つとして挙げていたため、「集団抗争時代劇」は継続させるつもりでいた。

### 忍者映画
忍者映画は、時代劇には格好の題材として日本映画黎明期より数多く作られてきたが、子ども向けに作られた荒唐無稽なものが多く、大人にはあまり受け入れられなかった。大人にも親しまれる本格的な忍者映画が作られるようになったのは、文壇で様々な忍者小説が発表された昭和30年代に入ってからで、映画界での忍者ブームは、1961年12月24日に公開された大川橋蔵主演、小沢茂弘監督による『赤い影法師』（東映）を嚆矢とし、翌1962年12月1日公開の市川雷蔵主演、山本薩夫監督の大映京都『忍びの者』が大ヒットして頂点を迎えたといわれる。以降、『忍者秘帖 梟の城』や『十七人の忍者』（ともに東映）などが製作され、忍者映画はスクリーンを席巻した。本作は忍者集団に挑む浪人たちに焦点を当てたことで話題を呼んだ。昭和30年代に文壇と映画界に起こった忍者ブームは、テレビに飛び火し、その後大人も子どもも楽しめるエンターテインメントとして発展していった。

### 脚本
本作は脚本家の村尾昭が『七人の侍』をヒントに着想したもので、敵地で任務を遂行する忍者の活躍を描くのではなく、忍者から城を守るために雇われた四人の傭兵の活躍を描く。企画がここまで決まったところで村尾が別作品にかかっりきりになったため、プロデューサーの森義雄は脚本を高田宏治に頼んだ。高田は京都祇園古門前の旅館の暗い部屋で、山内鉄也監督や中島貞夫と連日徹夜でアイデアをぶつけ合った。中島も東映京撮初のエロ映画『くノ一忍法』で監督デビューが決まっていた。また本作で全員一本立ちすることが決まった殺陣師の上野隆三や美術の井川徳道、撮影の赤塚滋、照明の金子凱美ら若手も旅館に集まり激しい議論を交わした。近衛十四郎扮する傭兵のリーダー・和田倉五郎左衛門は、「この人は本当に人を斬るんじゃないか」と思わせる近衛の荒々しく振るわれる剛剣を前面に押し出しキャラクターを膨らませた。高田は「大映のヒットシリーズ『忍びの者』を超えようと、喧々諤々やりながら書いたんや。とことんハードボイルドにいったろ思うてね。ラスト、霊廟の中での死闘はいま観ても、痺れるわ」などと述べている。　

### キャスティング
主演・近衛十四郎は松方弘樹の父。1982年に松方主演、山内監督、脚本高田、音楽津島と同じチームで、フジテレビでテレビドラマとしてリメイクされている。近衛は目に見えぬ敵に対し、殺気で眼をギラギラさせ苦闘する姿を好演し、まさしく時代劇の追い詰められた状況を体現した。病に伏せる当主に代わり、蒲生家を仕切る城代を演じた田村高廣は、父・阪東妻三郎が元々、竹薮だった太秦の地を切り開いて作った東映京都に帰還。しかし本格的な時代劇はまだ不慣れで、東映京都のスタッフに所作を厳しく教え込まれた。清純派女優ながら本作で妖艶な尼僧を演じた高森和子は、初めてセミヌードも披露し、新境地を開拓。後1983年～1984年のNHK連続テレビ小説『おしん』でおしんに辛く当たる姑役を演じて大きな評判を取った。

### 撮影
添え物の中では低予算ながら良い方の金額で、当時の東映時代劇は大体二週間程度で撮っていたが、夜間撮影などもあり三週間以上の撮影だった。

## 作品の評価
『映画評論』は「オリジナルシナリオでアクションシーンにずいぶんな趣向を凝らして面白かった」と評価し、岡田茂も激賞したが、興行は振るわなかったとされる。その後も岡田は新しい傾向のもので時代劇の復興を試みたが、作品の良さとは関係なく興業的には凡打が続き、1965年の正月映画『徳川家康』の結果を見て、時代劇は全てテレビに移す決断を下した。時代劇がテレビに移ったことで岡田の標榜する「不良性感度映画」が一層強化されることになった。

## 同時上映
『大喧嘩(おおでいり)』
- 主演：大川橋蔵 / 監督：山下耕作

## ネット配信
- YouTube「東映時代劇YouTube」2023年3月企画「忍者映画特集」の一環として、3月17日16:00（JST）から3月26日23:59（JST）まで無料配信が行われている。

## テレビドラマ
1982年、『時代劇スペシャル』の1篇として製作された。

### スタッフ
- 原作：高田宏治
- 脚本：高田宏治、大津一郎
- 音楽：津島利章
- 監督：山内鉄也
- 制作：東映、フジテレビ

### キャスト
- 和田倉十次郎：松方弘樹
- 筧新蔵：森田健作
- 美保：あべ静江
- 白葉尼：畑中葉子
- 天野弥次郎：ガッツ石松
- 永長八右衛門[注釈 1]：佐藤允
- 闇の蔵人：成田三樹夫
- 会沢土佐：江原真二郎
- 天満屋、ナレーター：木村元
- 小幡式部：西田良
- 鬼頭：黒部進
- 谷河内守：大木実
- 小池朝雄